# Bakuninhütte

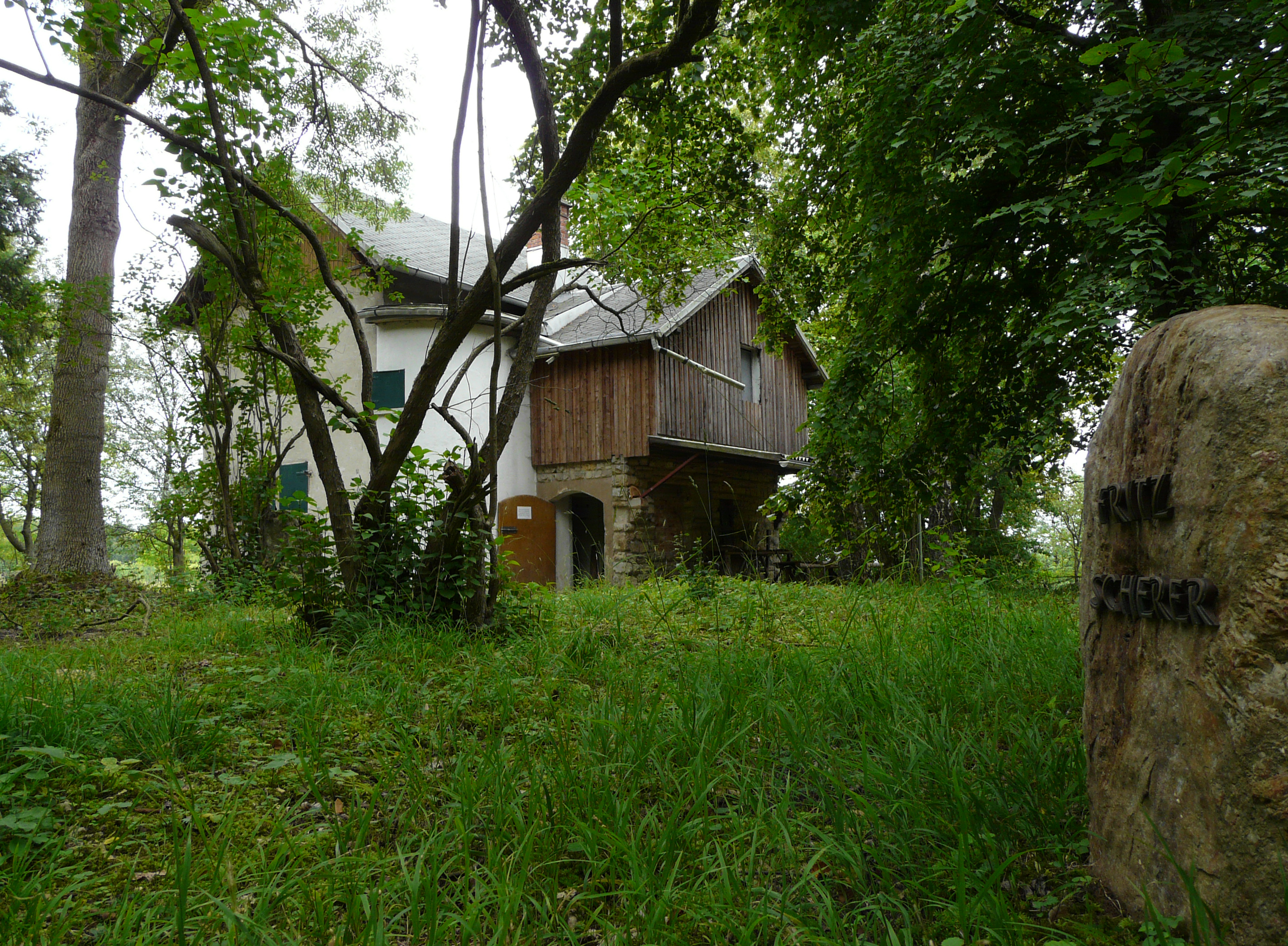
Die Bakuninhütte bei Meiningen, mit dem Fritz Scherer Gedenkstein im Vordergrund.

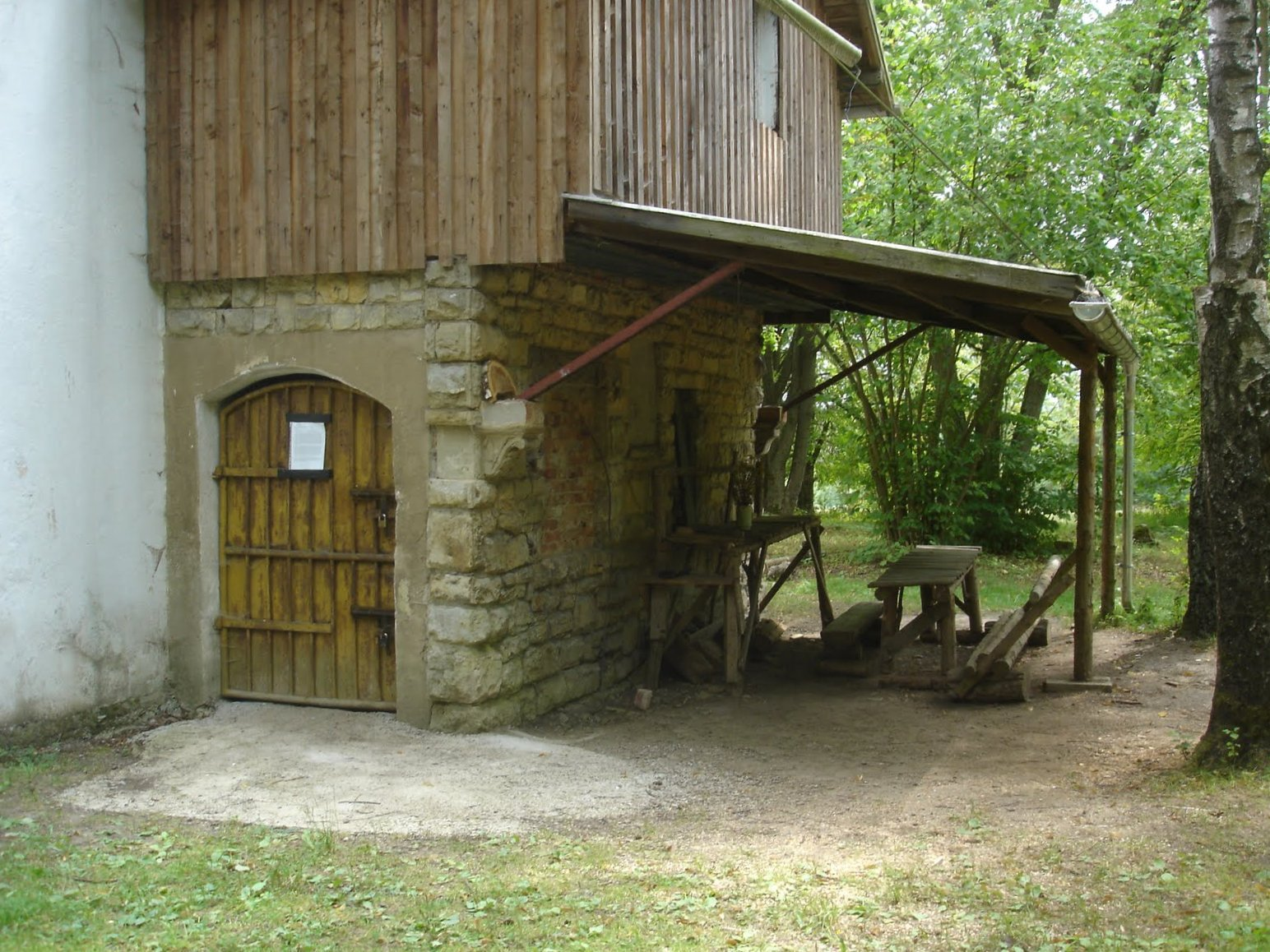
Bakuninhütte

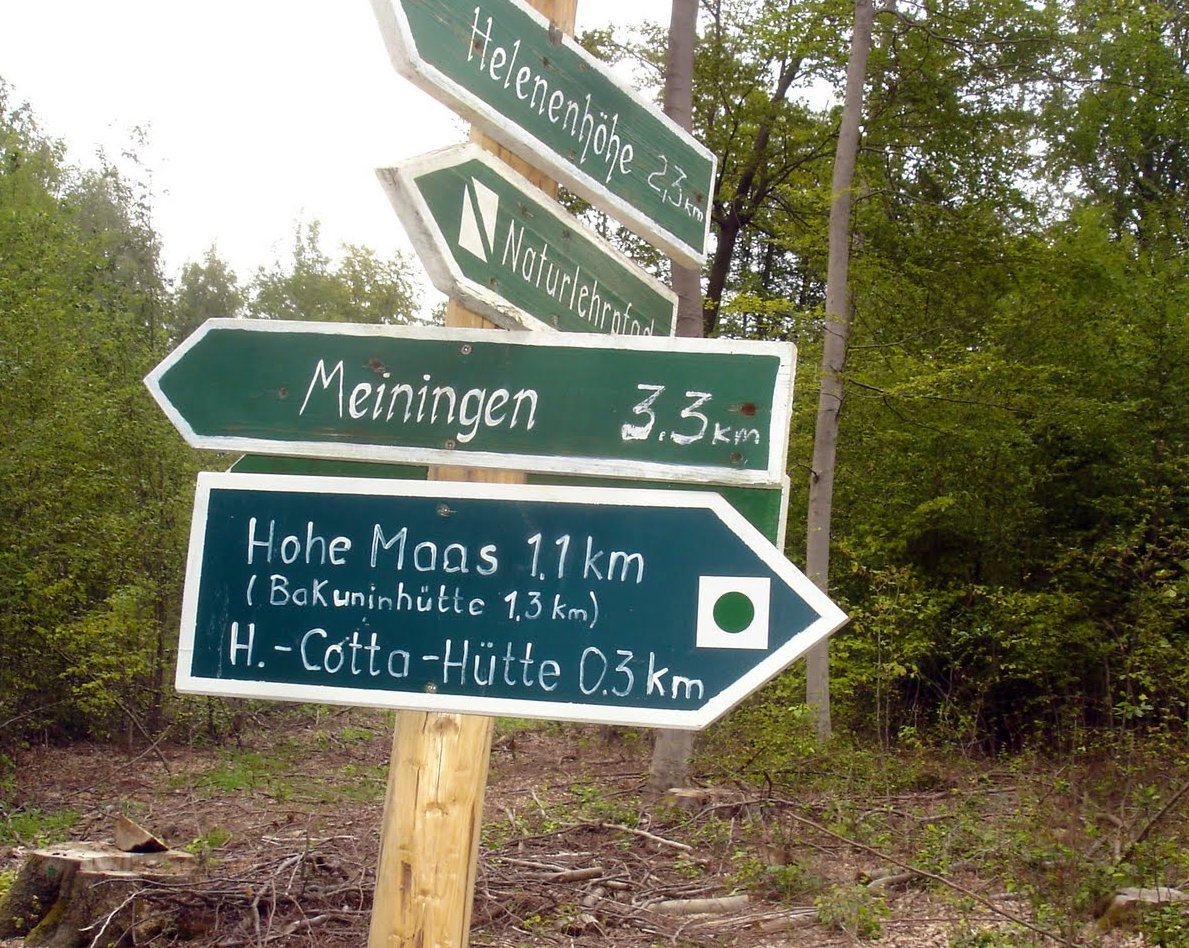
Wegweiser zur Bakuninhütte

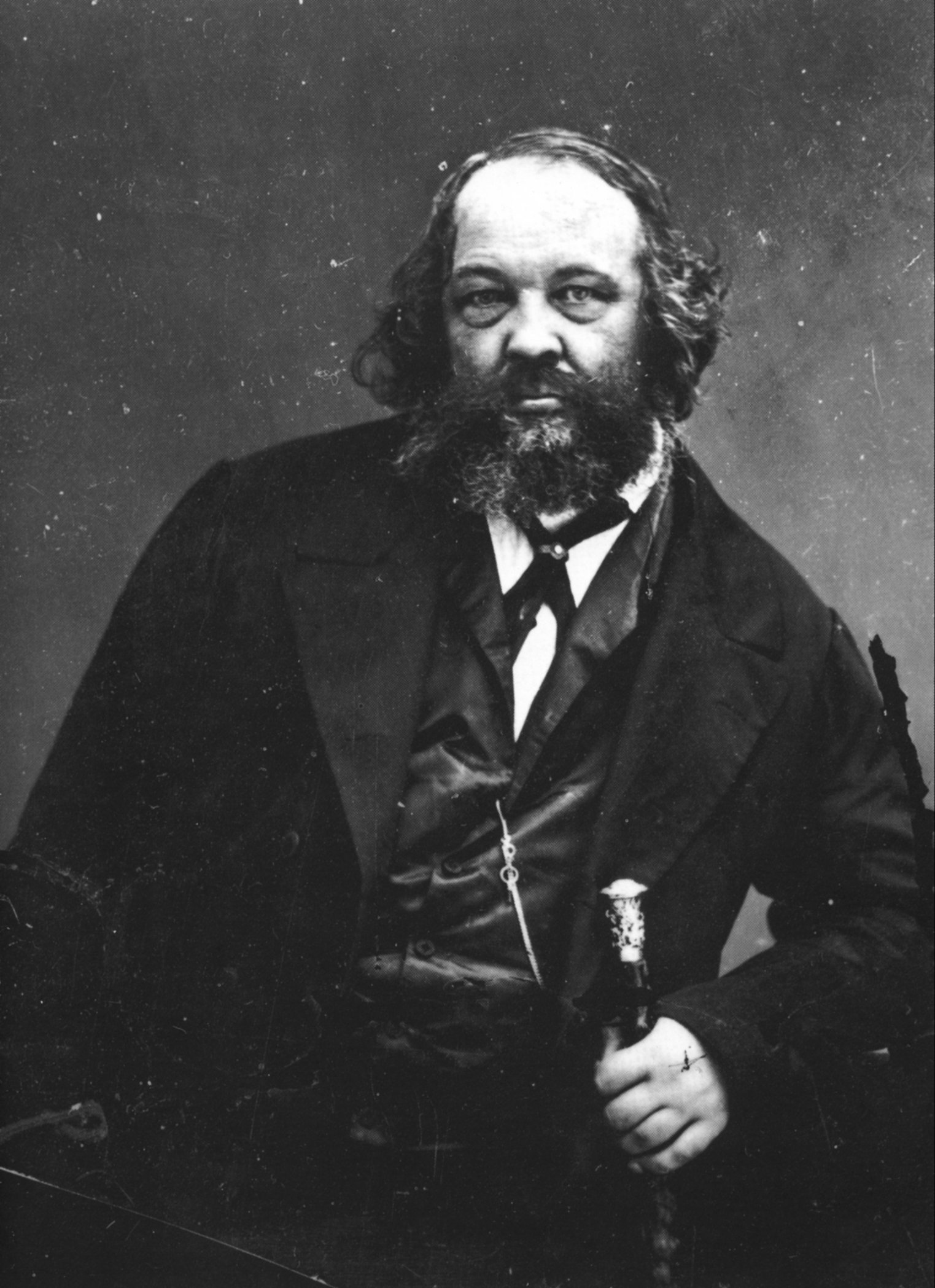
Namensgeber der Hütte: Michail Bakunin

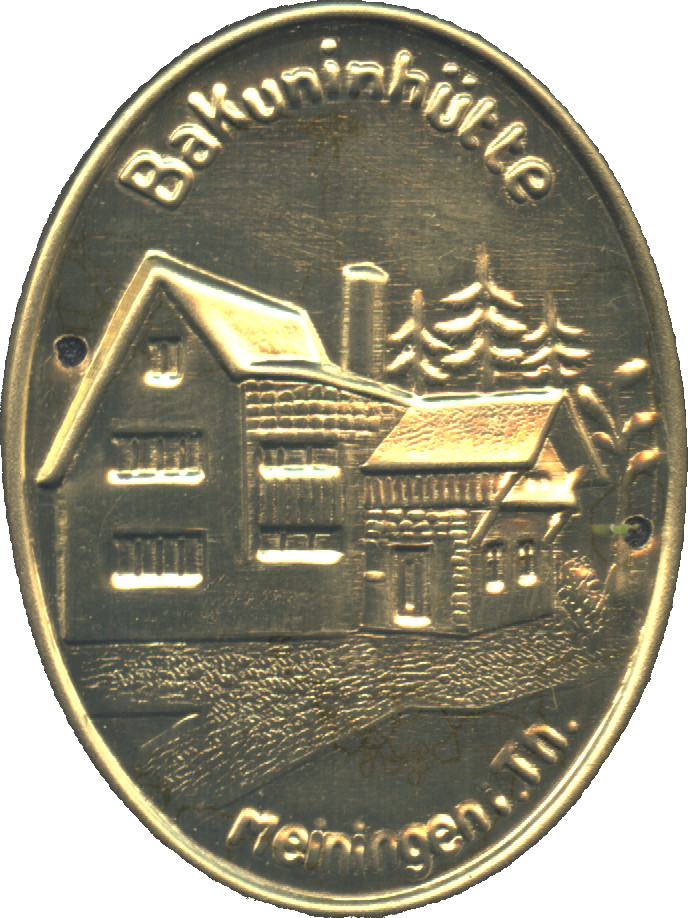
Stocknagel der Bakuninhütte

Die Bakuninhütte ist ein Kulturdenkmal des Anarchosyndikalismus bei Meiningen auf dem 498 Meter hohen Berg Hohe Maas. Die nach Michail Bakunin, einem russischen Revolutionär, Anarchisten und Gegenspieler von Karl Marx benannte Hütte wurde ab 1926 von den Syndikalisten der Meininger Ortsgruppe der Freien Arbeiter-Union Deutschlands (FAUD) erbaut.
Die Bakuninhütte, der zu ihr gehörende Bakunin-Gedenkstein und das historische Grundstück wird seit September 2015 vom Thüringischen Landesamt für Denkmalpflege und Archäologie aus geschichtlichen und wissenschaftlichen Gründen als Kulturdenkmal anerkannt. Dieser Status bezieht sich auf die geschichtsträchtige Funktion dieses Ortes: ursprünglich als Schutzhütte, später als Ausflugs- und Wanderziel sowie als Schulungs- und Erholungsstätte der Arbeiterbewegung.
Seit Oktober 2018 ist die Bakuninhütte ein Naturfreunde-Anschlusshaus.

## Hüttenspruch
Der Hüttenspruch wurde vom Meininger Max Baewert verfasst und lautete:
Freies Land und freie Hütte

freier Geist und freies Wort

freie Menschen, freie Sitte

zieht mich stets zu diesem Ort
Eine Tafel mit dem Hüttenspruch war einst an der Westseite des Gebäudes angebracht. Sie wurde vom Steinbildhauer Heinrich Walz angefertigt. Walz wählte eine klare schnörkellose Schrift und fügte der Tafel mit dem fünfzackigen Stern sowie Hammer und Sichel zwei Symbole der Arbeiterbewegung hinzu. Schrift und Symbole wurden in Schwarz, der Farbe der anarchistischen Bewegung, gehalten. Walz schuf auch den Bakunin-Gedenkstein. Seit 2015 befindet sich eine Reproduktion der Tafel an der ursprünglichen Stelle des Gebäudes.

## Geschichte
In den Anfangstagen der Weimarer Republik gründeten gewerkschaftlich organisierte Arbeiter in Meiningen 1919 eine Ortsgruppe der Freien Arbeiter-Union Deutschlands (FAUD). Von 1919 bis 1933 war sie die wichtigste Organisation des deutschen Anarchosyndikalismus.
Schon im Jahr nach der Gründung erwarben die Meininger Syndikalisten auf der Hohen Maas ein etwa eine Stunde Fußweg vom Stadtzentrum entferntes ½ ha großes Grundstück, auf der Gemarkung Ellingshausen. Von 1920 bis 1925 bestellten sie das Land in kollektiver Arbeit, um über die Notzeiten hinwegzukommen, bis sich die Versorgungslage besserte. Aus Feldsteinen schichteten sie 1925 die erste „Bakunin-Schutzhütte“ auf. Mit dem amtlichen Eintragungsdatum vom 26. Januar 1927 gründeten die Syndikalisten den „Siedlungsverein gegenseitige Hilfe“. In weiteren Ausbaustufen entstand ein massives zweistöckiges Gebäude aus Stein.
Die freie Bakuninhütte wurde bald zu einem Anlaufpunkt nicht nur für Arbeiterfamilien aus der Umgebung, sondern auch für Anarchosyndikalisten und Freigeister aus der ganzen Republik. Das erste Ferienlager der Syndikalistisch-Anarchistischen Jugend Deutschlands wurde auf der Hohen Maas abgehalten, der Publizist Erich Mühsam war 1930 zu Gast. Mit Fritz Scherer, einem anarchistischen Vagabunden, hatte die Hütte für einige Monate sogar einen Hüttenwart. Die Hütte und das Grundstück standen für alle Menschen frei zur Verfügung, so auch das selbst gebaute Kettenkarussell für die Kinder. Schließlich diente das Gebäude als Schulungs- und Erholungsstätte der syndikalistischen Bewegung und sollte zu diesem Zweck erneut ausgebaut werden. Das Gästebuch der Bakuninhütte gibt mit seinen fast 200 Einträgen einen Einblick in das vielfältige Kulturleben zwischen Ostern 1931 und Pfingsten 1933.
1932 wurde mit dem zweiten Ausbau begonnen, im Jahr darauf verboten die Nationalsozialisten die FAUD und lösten den Siedlungsverein auf. Die Tafel mit dem Hüttenspruch wurde zerschlagen. Die SS Meiningen nutzte das Gelände als Unterkunft und Übungsplatz. 1938 kaufte ein NSDAP-Mitglied die Hütte. Er wurde 1945 von der sowjetischen Militäradministration enteignet. Das Gebäude ging gegen den Willen der Erbauergemeinschaft in den Besitz der SED über und wurde unter anderem von der FDJ als Herberge und für Ferienlager genutzt. Ab 1964 wurden Gelände und Hütte von einer „Arbeitsgemeinschaft ‚Hohe Maas‘ der Natur- und Heimatfreunde des Deutschen Kulturbundes“ für eine „Lehr- und Forschungsstation für Natur- und Heimatpflege“ genutzt.
1967 übernahm die 13. Volkspolizei-Bereitschaft Meiningen das Gelände und der Führungs-Stab wählte die Hütte zu seinem Quartier. Mehrere Hundertschaften absolvierten hier den militärischen Teil der Ausbildung.
Bis zur Wende war die Hohe Maas Sperrgebiet, und erst, als das Bundesvermögensamt 1990 das Areal übernahm, war das Gebiet für Zivilisten wieder zugänglich. Zeitgleich fanden sich Menschen zusammen, die sich für die Geschichte der Hütte interessierten und sie als lebendiges Denkmal erhalten wollten. Sie gründeten 2006 den „Wanderverein Bakuninhütte e. V. Meiningen“, der die Hütte nutzt und erhält. 2015 erreichte der Verein die Anerkennung der Bakuninhütte als erstes Kulturdenkmal der anarchosyndikalistischen Bewegung in Deutschland. Im selben Jahr fand am Tag des offenen Denkmals die Enthüllung einer Reproduktion der Tafel mit dem Hüttenspruch statt.

## Auszeichnungen
- 2019: Erich-Mühsam-Förderpreis, für die Verbreitung von Andenken und Werk von Erich Mühsam[7]
- 2019: Hermann-Brill-Sonderpreis, für herausragendes ehrenamtliches Engagement[8]

### Bücher
- Wanderverein Bakuninhütte e. V., Meiningen, und Erich-Mühsam-Gesellschaft e. V., Lübeck (Hrsg.): Erich Mühsam in Meiningen. Ein historischer Überblick zum Anarchosyndikalismus in Thüringen: Die Bakuninhütte und ihr soziokultureller Hintergrund (Tagungsband) (= Schriften der Erich Mühsam Gesellschaft. Nr. 41). Edition AV, Lich 2015, ISBN 978-3-86841-156-0.
- Helge Döhring (Hrsg.): Die Reichsferienlager der Syndikalistisch-Anarchistischen Jugend Deutschlands in Thüringen und die Bakuninhütte. Zeugnisse und Dokumente (1928–1933) (= Edition Syfo. Nr. 5). Bremen 2014 (wordpress.com [abgerufen am 15. Juni 2014]).
- Wanderverein Bakuninhütte e. V. (Hrsg.): Rebellenheil. Gedenkschrift für Fritz Scherer. Vagabund, Wanderer, Hüttenwart, Anarchist. Karin Kramer Verlag, Berlin 2010, ISBN 978-3-87956-350-0 (Mit DVD Landstraße, Kunden, Vagabunden. Teil 1 und 2 einer RBB-Produktion).
- Christoph Höfer, Marian Luck, Kai Richarz: Was ist geblieben von der Bakuninhütte? Ilmenau-Kolleg, 2010 (Seminarfacharbeit).
- Initiativgruppe zur Rückgewinnung der Bakuninhütte (Hrsg.): Die Bakuninhütte in Geschichte und Gegenwart. Freie Arbeiterinnen- und Arbeiter-Union, Halle 1993.

### Artikel
- Christopher Hölzel / Kai Richarz: Ein Beispiel für moderne anarchistische Geschichtskultur? Die Bakuninhütte in Meiningen. In: Arbeit – Bewegung – Geschichte. Zeitschrift für historische Studien, Jg. 20 (2021), Heft 1, S. 178–183.
- Kai Richarz: Vom Acker zum Ferien- und Schulungsheim. Ein Einblick in die Geschichte der Bakuninhütte und ihren soziokulturellen Hintergrund. In: Wanderverein Bakuninhütte e. V., Meiningen, und Erich-Mühsam-Gesellschaft e. V., Lübeck (Hrsg.): Erich Mühsam in Meiningen. Ein historischer Überblick zum Anarchosyndikalismus in Thüringen: Die Bakuninhütte und ihr soziokultureller Hintergrund (Tagungsband) (= Schriften der Erich Mühsam Gesellschaft. Band 41). Edition AV, Lich 2015, ISBN 978-3-86841-156-0, S. 55–77.
- Kai Richarz: Die Geschichte der Bakuninhütte. In: Hennebergisch-Fränkischer Geschichtsverein, Kloster Veßra (Hrsg.): Jahrbuch 2012 des Hennebergisch-Fränkischen Geschichtsvereins. Band 27. Salier Verlag, Kloster Veßra, Meiningen, Münnerstadt 2012, ISBN 978-3-939611-71-4, S. 265–290.
- Peter Nowak: Die freie Hütte. In: Neues Deutschland. 5. Januar 2011 (neues-deutschland.de [abgerufen am 17. Februar 2018]).
- Initiativgruppe zur Rückgewinnung der Bakuninhütte (Hrsg.): Die Bakuninhütte in Geschichte und Gegenwart. FAU/IAA, [Meiningen] 1993 (anarchismus.at [abgerufen am 6. März 2022]).
- Seid Helfer beim Aufbau! In: Der Syndikalist. Nr. 38, 1931 (syndikalismusforschung.info beim Institut für Syndikalismusforschung [abgerufen am 17. Februar 2018] Artikel über die Bakuninhütte).